# Машков, Игорь Геннадиевич
Игорь Геннадиевич Машков (род. 7 января 1967 года, Москва, РСФСР, СССР) — советский и российский художник, действительный член Российской академии художеств (2020).

## Биография
Родился 7 января 1967 года в Москве.
В 1985 году окончил Московскую среднюю художественную школу при МГХИ имени В. И. Сурикова.
С 1989 года член Союза художников СССР, России.
В 1993 году окончил Московский художественный институт имени В. И. Сурикова, мастерская портрета под руководством профессора Ильи Глазунова.
С 1995 по 1999 годы проходил стажировку в творческой мастерской живописи Российской академии художеств под руководством академиков братьев Ткачёвых.
С 1997 по 1998 год участвовал в конкурсной программе по росписи храма Христа Спасителя.
С 2001 года работает в собственной творческой мастерской.
С 2002 года — член Императорского православного палестинского общества.
С 2007 года — член правления Культурно-просветительской инициативы «Походъ».
В 2008 году — избран членом-корреспондентом Международной академии культуры и искусства.
С 2010 года — почётный член попечительского совета фонда «Возрождение Николо-Берлюковского монастыря».
С 2010 года — художественный руководитель православного просветительского комплекса паломнического центра Московского патриархата.
С 2012 года — председатель Ассоциации художников Российского дворянского собрания.
В 2013 году избран членом-корреспондентом Российской академии художеств от отделения живописи.
В 2020 году избран действительным членом Российской академии художеств от отделения живописи.

## Творческая деятельность
Основные проекты и произведения

Цикл посвящённый допетровской Руси:
- «Алексей Михайлович и Патриарх Никон» (1993),
- «У проездной башни Белого города» (1991),
- «Соколиная охота царя Алексея Михайловича» (1990) и другие.

Серия картин по истории казачества:
- «Казаки. Походная песня» (1995—2001),
- «Посольство Ермака к Ивану Грозному» (1988),
- «Генерал Бакланов на Кавказе» (1995),
- «Переселение запорожцев на Кубань в 1792 г.» (2007),
- а также серия портретов казаков-участников ансамбля «Казачий круг».

Серия «История русского православного паломничества» (по благословению Святейшего Патриарха Московского и всея Руси Кирилла):
- «Святая равноапостольская княгиня Ольга вступает в храм Святой Софии. Константинополь» (2001),
- «Игумен Даниил у Гроба Господня» (2002),
- «Паломничество преподобного Антония Киево-Печерского на Афон в 1015 году» (2003),
- «Паломничество Святейшего Патриарха Алексия II на Валаам. Остров Крестовый (Святой)» (2002) и другие.

Произведения находятся в собраниях Администрации Президента Российской Федерации, Мосгордумы, Российской академии художеств, Российского фонда культуры, Центрального музея ВОВ на Поклонной горе, Паломнического центра Московского Патриархата, в собраниях Святейшего Патриарха Московского и всея Руси Кирилла, Главы Российского Императорского Дома Её Императорского Высочества Марии Владимировны Романовой, Римского Папы Бенедикта XVI, а также в галереях и частных собраниях в России и за рубежом.
С 1989 года — постоянный участник московских, республиканских, всесоюзных и зарубежных выставок.

## Награды
- Заслуженный художник Российской Федерации (2006)[1]
- Орден святой Анны III степени (2009)
- Орден святого Станислава II степени (2014)